# Goniotipula cuneipennis
Goniotipula cuneipennis är en tvåvingeart som beskrevs av Alexander 1921. Goniotipula cuneipennis ingår i släktet Goniotipula och familjen storharkrankar. Inga underarter finns listade i Catalogue of Life.